# Fiodor Oussoltsev
Fiodor Arsenievitch Oussoltsev (en russe : Усольцев, Фёдор Арсеньевич né le 28 avril 1863, à Irkoutsk, mort le 25 janvier 1947, à Moscou) est un psychiatre russe et soviétique, élève de Sergueï Korsakov. Il est le fondateur d'une clinique privée pour les troubles psychiques et les alcooliques (devenue aujourd'hui la Clinique centrale de l'oblast de Moscou pour les maladies mentales), où a été traité l'artiste russe Mikhaïl Vroubel. Oussoltsev est un des premiers psychiatres russes à s'être intéressé à la créativité chez les personnes atteintes de troubles psychiques.

## Biographie
Fiodor Oussoltsev est né en 1863. Il est le fils de l'astronome, géologue et géographe Arseni Ousoltsev (1830-1909).
Oussoltsev étudie la médecine à l'université d'État de Moscou, puis la psychiatrie à la clinique de Devichye Polek (aujourd'hui clinique Korsakovskaïa) où il était un des élèves les plus appréciés de Sergueï Korsakov. Après avoir terminé ses études à l'université il s'installe en 1889 à Kostroma et commence son activité dans la section psychiatrique de l'hôpital de district. Selon le témoignage de ses collaborateurs il se distinguait par son ouverture d'esprit, son dynamisme et sa sociabilité. 
En 1902, Oussoltsev quitte Kostroma pour Moscou. À cette époque, son épouse Véra Alexandrovna Oussoltseva reçoit un héritage assez important d'environ 100 000 roubles grâce auquel ils peuvent acheter un grand domaine de banlieue dans le parc Petrovski à Moscou. La villa est entourée d'un terrain d'une superficie de 4 hectares avec un parc, un verger, mais le bâti est peu développé.
Oussoltsev fait construire sur le terrain une clinique consistant en deux ailes d'un étage en bois. Il dessine lui-même les plans de ces constructions, il met en place lui-même des chemins de promenades pour ses malades. L'ouverture de la clinique a lieu le 6 mars 1903. 
Selon les conceptions d'Oussoltsev, le patient n'était pas accueilli dans une institution médicale, avec les règles strictes que cela implique, mais dans une maison ordinaire, comme hôte de la famille Oussoltsev. Le soir, dans les salons étaient organisés des conversations et des concerts. La journée les patients pouvaient se promener librement, s'occuper de leurs affaires personnelles, communiquer avec le médecin. Les membres de la famille Oussoltsev s'adressaient aux patients, tenant compte des éléments de la personnalité qu'ils avaient conservés, et cela aidait à mobiliser des ressources contre la maladie. La réputation de la clinique Oussoltsev se répandit dans les milieux littéraires et artistiques. Oussoltsev se lia d'amitié avec Vladimir Guiliarovski, Viktor Vasnetsov, Alexandre Benois, Eugène Lanceray, Vassili Polenov et beaucoup d'autres.

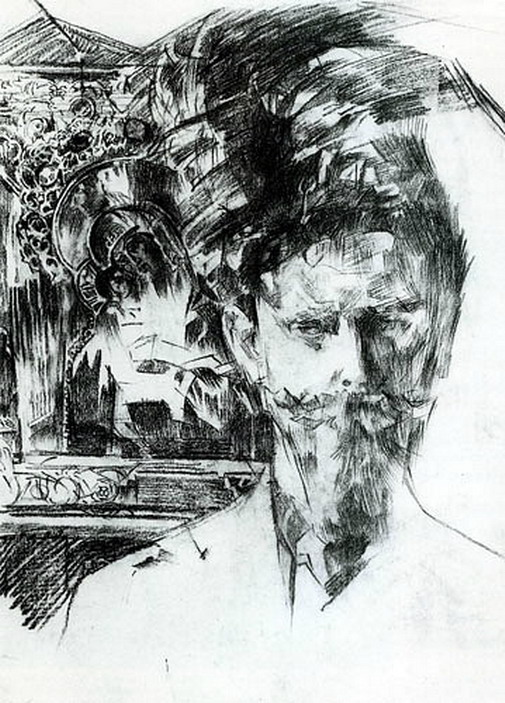
Portrait d'Oussoltsev devant une icône par Mikhaïl Vroubel pendant son séjour à la clinique

Véra Alexandrovna, son épouse lui apporte une aide précieuse. Elle est sage-femme de formation et elle dispose d'une fortune personnelle qui permet de résoudre les problèmes posés par la gestion de la clinique. En 1904-1905, le peintre Mikhaïl Vroubel vient se faire soigner à deux reprises chez Oussoltsev. Un autre peintre réputé, Victor Borissov-Moussatov, sera également soigné par Ousoltsev.
En 1909, des signes de troubles mentaux sont observés chez son épouse Véra Alexandrovna Oussoltseva. Un peu plus tard, alors que la maladie de son épouse s'aggrave, leur fille Antonina commence une formation à la faculté de médecine de Paris. Des difficultés financières surviennent, et Oussaltsev est obligé de vendre une grande partie de sa propriété à la riche mécène Alexandra Ivanovna Konchina, tout en gardant la clinique. Durant la Première Guerre mondiale, en 1915, un hôpital est organisé à la clinique, pour soigner les soldats blessés à la tête ou malades des nerfs (appelé Union des zemstvos et des villes) .
Lors de la Révolution d'Octobre, Oussoltsev reste loyal à l'égard du pouvoir soviétique. En 1919, sur proposition de Vladimir Oboukh, Oussoltsev organise un hôpital pour les malades des nerfs. Il le dirige jusqu'en 1922, conservant à cette fin une partie de sa clinique personnelle. Celle-ci cessa d'exister en 1931, alors que Ousoltsev a déjà 68 ans. À cette époque, il développe un glaucome. Il transfère alors l'organisation de la clinique à la Croix-Rouge internationale. À la fin de sa vie, il est aveugle. 
Fiodor Oussoltsev meurt à Moscou en 1947.